# Червоноградская (обогатительная фабрика)
«Червоноградская» — обогатительная фабрика, углеобогатительное предприятие, арендуемое ЗАО «Львов Систем Энерго».

## История
ЦОФ «Червоноградская» построена по проекту института «Юггипропрошахт» и введена в действие в 1979 году. Проектная мощность составляла 9600 тысяч тон в год (наибольшая в Европе на тот период), что предусматривало охват обогащением всего угля, который добывалось шахтами Львовско-Волынского угольного бассейна. Товарный концентрат назначался для снабжения тепловых электростанций западного региона Украины и, частично, на коксохимические заводы Приднепровья. Фабрика имеет мощный углеприёмник (3 боковые вагоноопрокидывателя), значительную ёмкость дозирующе-аккумулирующих бункеров, двухсекционную (по 2 потока) технологическую схему с глубиной обогащения 0 мм: класс 13-150 мм — в трудносредовых сепараторах, 0-0,5-13 мм — в осаждающих машинах, шлам 0-0,5 мм — флотацией. В дальнейшему флотационное отделение было демонтировано, в водно-шламовую схему внесены соответствующие изменения. На фабрике установлено дополнительное оборудование (гидроциклоны, винтовые сепараторы, фильтры-прессы) для обогащения шламового продукта, который вынимается с илонакопителя, с целью получения топливного продукта.
После распада СССР объёмы переработки угля на предприятии снизились в десять раз. До конца 1990-х годов «Червоноградская» входила в состав государственного ПО «Укрзападуголь» (впоследствии разделилось на два объединения — «Львовуголь» и «Волыньуголь»), а в конце 2000 года была выделена из его состава и сдана в аренду на 15 лет ЗАО «Львов Систем Энерго».